# Brahim Souleimane Diallo
Brahim Souleimane Diallo (ur. 15 maja 1990 w El Mina, Nawakszut) – mauretański piłkarz grający na pozycji bramkarza. Od 2022 jest zawodnikiem klubu ASC Gendrim.

## Kariera klubowa
Swoją karierę piłkarską Diallo rozpoczął w klubie El Ahmedi Sebkha. W 2005 roku zadebiutował w jego barwach w pierwszej lidze mauretańskiej. W debiutanckim sezonie został z nim wicemistrzem kraju. W 2005 odszedł do ASAC Concorde, z którym w sezonie 2007/2008 wywalczy mistrzostwo Mauretanii.
W latach 2009–2015 Diallo był zawodnikiem FC Tevragh-Zeina. Dwukrotnie został z nim mistrzem Mauretanii w sezonach 2011/2012 i 2014/2015 oraz dwukrotnie wicemistrzem w sezonach 2010 i 2010/2011. Zdobył też trzy Puchary Mauretanii w sezonach 2010, 2010/2011 i 2011/2012.
W sezonie 2015/2016 Diallo grał w ACS Ksar, a w 2016 przeszedł do FC Nouadhibou. W sezonach 2017/2018, 2018/2019 i 2019/2020 wywalczył z nim trzy tytuły mistrza Mauretanii. Zdobył też dwa puchary tego kraju w sezonach 2016/2017 i 2017/2018. W latach 2020–2022 grał w ASC Snim, a latem 2022 przeszedł do ASC Gendrim.

## Kariera reprezentacyjna
W reprezentacji Mauretanii Diallo zadebiutował 21 grudnia 2006 w zremisowanym 0:0 towarzyskim meczu z Libanem. W 2019 roku został powołany do kadry na Puchar Narodów Afryki 2019. Na tym turnieju był podstawowym zawodnikiem i rozegrał trzy mecze grupowe: z Mali (1:4), z Angolą (0:0) i z Tunezją (0:0). W kadrze narodowej od 2006 do 2019 wystąpił 67 razy.